# Chepo
Chepo – miasto w Panamie, w prowincji Panama.